# Yolette Lévy
Yolette Lévy, née le 15 mai 1938 en Haïti et morte le 6 décembre 2018, est une femme politique et militante de Val-d'Or, en Abitibi-Témiscamingue. Elle est pendant de nombreuses années conseillère municipale à Val-d'Or. Elle œuvre aussi en tant que militante féministe, syndicaliste et défend les droits des aînés.

## Biographie
Née le 15 mai 1938 en Haïti, Yolette Lévy est originaire de Cap-Haïtien. Elle est arrivée à Val-d'Or, en Abitibi-Témiscamingue, en 1969, pour y travailler comme enseignante de chimie à la polyvalente Le Carrefour.
Elle travaille d'abord comme pharmacienne en Haïti, son pays d'origine. Elle fuit le duvaliérisme pour aller enseigner pendant quatre ans au Zaïre (aujourd’hui la République démocratique du Congo) au service de l'UNESCO. Son mari Jean Alfred et elle déposent ensuite leurs candidatures pour des postes d’enseignant à Val-d'Or, en Abitibi.
Yolette Lévy meurt le 6 décembre 2018 à la Maison de la source Gabriel.

## Vie privée
Yolette Lévy est la mère de trois enfants : Yolette, Jean-Emmanuel et Henry-Philippe Alfred.

## Politique municipale
Yolette Lévy siège pendant 13 ans comme conseillère municipale à Val-d'Or, soit de 1996 à 2009. Elle est réélue aux élections municipales de 2000, 2001 et 2005, mais a perdu ses élections en 2009. Lors de ses mandats, elle contribue à la révision de la politique familiale, à la mise en place du service de transport en commun Taxibus, au déploiement de Val-d’Or ville en santé, à la création de l'activité Val-d'Or s'endimanche (devenue Val-d'Or s'embellit), à défendre des organismes communautaires et elle soutient le développement culturel.

## Engagements sociopolitiques

### Syndicalisme
En 1972, elle s'implique pour la première fois dans le syndicat des enseignants. En juillet 1981, elle remplace Réal Couture à la présidence du Syndicat des travailleurs de l'enseignement du Nord-Ouest québécois (STENOQ) et le 8 avril 1982, elle en est élue présidente par acclamation. Elle occupe ce poste pendant trois ans, jusqu'en juin 1984. Elle est ensuite élue à l'exécutif de la Commission des enseignants des commissions scolaires de la Centrale de l'enseignement du Québec, en juin 1984.

### Féminisme
Au cours de sa carrière syndicale, elle défend plusieurs dossiers concernant les femmes, comme les congés de maternité, le droit à l'avortement, les services de garde et mène une grande bataille en lien avec l'équité salariale. Elle anime aussi des ateliers sur l'implication des femmes en politique.

### Relations interculturelles
Yolette Lévy est aussi l'une des fondatrices de La Mosaïque, l'association interculturelle d'accueil et d'intégration des personnes immigrantes de l'Abitibi-Témiscamingue. Avec Enrique Colombino, Gustave Ng. Kiyanda, Clotaire Moulounda et Abel Edmond, elle dépose les lettres patentes de l'organisme le 23 novembre 1990 auprès du gouvernement du Québec. L'association reçoit sa reconnaissance officielle le 13 février 1991.

### Droit des aînés
Enfin, en 2015, elle devient présidente de la section de l’Association québécoise de défense des droits des personnes retraitées et préretraitées (AQDR) de Val-d’Or.

### Éducation
Yolette Lévy est vice-présidente du conseil d'administration de l'Université du Québec en Abitibi-Témiscamingue (UQAT) de 1998 à 2005,,,,,.

## Honneurs
Yolette Lévy a été honorée à plusieurs reprises pour son engagement politique et communautaire.
- 2005 : Prix Alexina-Croteau[1],[11] : prix du Regroupement des femmes de l'Abitibi-Témiscamingue qui souligne le travail des femmes qui se sont démarquées par leur engagement constant pour la cause des femmes dans le développement local et régional[20].
- 2007 : Prix de la personnalité de la Chambre de commerce de Val-d’Or[1],[11]
- 2007 : Prix Charles-Biddle[1],[11]: prix qui souligne l’apport exceptionnel de personnes ayant immigré au Québec et dont l’engagement personnel ou professionnel contribue au développement culturel et artistique du Québec[21].
- 2017 : Médaille du lieutenant-gouverneur[22]

## Hommages
Le conteur d'Abitibi-Ouest, Guillaume Beaulieu, a publié un texte et un enregistrement audio sur la vie de Yolette Lévy, en tant qu'aînée d'exception.
Au lendemain de son décès, le drapeau de la ville de Val-d'Or érigé à l’hôtel de ville est mis en berne et une minute de silence fut observée en sa mémoire lors de la séance du conseil du 17 décembre 2018.
En février 2019, dans le cadre du mois de l'histoire des Noirs, La Mosaïque honore la mémoire de Yolette Lévy avec celle du conteur Clotaire Moulounda. Sous le thème Les géants endormis, l'association a organisé une soirée en évoquant le souvenir des deux disparus.
Sa voix est aussi immortalisée à travers la narration du podcast valdorien «Quand pensez-vous?». L'équipe de cette émission a aussi travaillé avec la Microbrasserie Le Prospecteur de Val-d'Or pour lancer une bière en l'honneur de la Valdorienne Yolette Lévy. La bière d'inspiration belge a été nommée la Yolette-du-Monde.

### Prix Yolette Lévy
En décembre 2017, le Regroupement des femmes de l'Abitibi-Témiscamingue supporte la création d'un prix honorifique au nom de Yolette Lévy. Ce prix vise à honorer, chaque année, une femme s'étant illustrée pour améliorer l'égalité et la parité des femmes,. En février 2018, le conseil municipal de la Ville de Val-d'Or appuie cette démarche. La MRC d'Abitibi fait de même le 21 mars 2018.
En 2019, le Comité du Prix régional Yolette-Lévy lance la mise en candidature du prix, initié par le Comité parité et entériné par le Regroupement de Femmes de l’Abitibi-Témiscamingue. La Valdorienne Élizabeth Larouche a été la première récipiendaire de ce prix en avril 2019.
| Année | Récipendiare       |
| ----- | ------------------ |
| 2019  | Élizabeth Larouche |
| 2020  |                    |
| 2021  |                    |